# 251-es busz (Budapest)
A budapesti 251-es jelzésű autóbusz a XXII. kerületben a Kelenföld vasútállomás és a Savoya Park között közlekedik. A viszonylatot a Budapesti Közlekedési Vállalat üzemelteti. A járműveket a Kelenföldi autóbuszgarázs állítja ki.

## Története
A járat a 2008-as paraméterkönyv bevezetésekor, szeptember 6-án jött létre, Budafok, Törley tér és Budafok, Vincellér út (ma Lomnici utca) között járt. Egy évvel később, a 2009-es paraméterkönyv bevezetésekor, augusztus 22-én a járat vonalát Budafok, Városház térig hosszabbították meg. Az Ikarus 405-ös midibuszok hiánya miatt a járaton 2011. július 1-jétől Ikarus 260 típusú autóbuszok közlekedtek. Mivel azonban 2011 második felében elkezdődött a midibuszok felújítása, így a megnövekedett aktív állománynak köszönhetően 2012. február 9-étől a járatot újra Ikarus 405 típusú buszokkal adják.
2013. október 21-étől hosszabb útvonalon, a Memento Parkig közlekedett.
2015. március 16-ától a Memento Park helyett Kelenföld vasútállomásig, illetve a Városház tér helyett a Savoya Parkig közlekedik. Három betétjárata is lett: 
241: Lomnici utca – Savoya Park
241A: Lomnici utca – Városház tér
251: Kelenföld vasútállomás M – Savoya Park
251A: Kelenföld vasútállomás M – Városház tér
2016. június 6-ától a 251-es busz a Savoya Park felé nem érinti a Városház teret.
2019. augusztus 5-étől munkanapokon egész nap közlekedik a 241-es busz helyett.
2020. április 1-jén a koronavírus-járvány miatt bevezették a szombati menetrendet, ezért a vonalon a forgalom szünetelt. Az intézkedést a zsúfoltság miatt már másnap visszavonták, így április 6-ától újra a tanszüneti menetrend van érvényben, a szünetelő járatok is újraindultak.
2023. április 1-jétől a 241-es és 241A busz helyett teljes üzemidőben a 251-es, 251A, illetve a munkanapi csúcsidőszakokban az ezeket is helyettesítő 251E viszonylat fog közlekedni Kelenföld és Budafok között.

## Útvonala
| Savoya Park felé |
| Kelenföld vasútállomás M vá. – Zelk Zoltán út – Péterhegyi út – Egér út – Péterhegyi út – Horogszegi határsor – Tordai út – Tegzes utca – Hittérítő út – Vincellér út – Tatárka utca – Panoráma utca – Plébánia utca – Savoyai Jenő tér – Leányka utca – Kitérő út – Szerémi út – Feltáró út – Savoya Park vá.                                                                         |
| Kelenföld vasútállomás felé |
| Savoya Park vá. – Feltáró út – Leányka utca – Kossuth Lajos utca – Kuruc köz – Városház tér – Mihalik Sándor utca – Mária Terézia utca – Törley tér – Anna utca – Plébánia utca – Panoráma utca – Tatárka utca – Vincellér út – Hittérítő út – Tegzes utca – Tordai út – Horogszegi határsor – Péterhegyi út – Egér út – Péterhegyi út – Zelk Zoltán út – Kelenföld vasútállomás M vá. |

## Megállóhelyei
Az átszállási kapcsolatok között az azonos útvonalon, de csak a Városház térig közlekedő 251A és 251E busz nincs feltüntetve.
| 0  | Kelenföld vasútállomás M végállomás | 25 | 1, 19, 49 8E, 40, 40B, 40E, 53, 58, 87, 87A, 88, 88A, 101B, 101E, 108E, 141, 150, 150B, 153, 154, 172, 173, 187, 188, 188E, 250, 250B, 272 689, 691, 710, 712, 715, 720, 722, 724, 725, 727, 731, 732, 734, 735, 736, 760, 762, 763, 764, 767, 770, 774, 775, 778, 779, 798, 799 S10 G10 S12 S30 G30 Z30 S34 S35 S36 S40 G40 Z40 S42 Z42 G43 G44 IC, EC, EN, sebesvonat, gyorsvonat, expresszvonat, |
| 0  | Zelk Zoltán út (Menyecske utca)     | 24 | 150, 150B, 153, 154, 250, 250B |
| 1  | Igmándi utca                        | 23 | 150, 150B, 153, 250, 250B |
| 2  | Őrmezei út                          | 22 | 150, 150B, 153, 250, 250B |
| 4  | Bolygó utca                         | 20 | 150, 150B, 153, 250, 250B |
| 4  | Olajfa utca                         | 19 | 150, 150B, 250, 250B |
| 5  | Kápolna út                          | 18 | 150, 150B, 250, 250B |
| 5  | Kelenvölgy-Péterhegy                | 17 | 150, 150B, 250, 250B 41 |
| 7  | Tordai út                           | 15 | 150, 150B, 250, 250B |
| 8  | Szabina út                          | 15 | 150, 150B, 250, 250B |
| 9  | Lomnici utca                        | 14 | 150B |
| 10 | Tatárka utca                        | 13 | |
| 11 | Alkotmány utca                      | 12 | |
| 12 | Galamb utca                         | 11 | |
| 13 | Plébánia utca                       | 9  | |
| ∫  | Savoyai Jenő tér (Plébánia utca)    | 8  | |
| ∫  | Savoyai Jenő tér (Törley tér)       | 7  | 250B |
| 14 | Savoyai Jenő tér                    | 7  | 33, 58, 114, 133E, 141, 158, 213, 214, 250, 250B 47, 56 |
| ∫  | Budafoki Szomszédok Piaca           | 6  | 33, 58, 114, 133E, 141, 158, 213, 214, 250, 250B 47, 56 S30 G30 S34 S35 S36 S40 S42 G43 G44 (Budafok megállóhely) |
| ∫  | Városház tér                        | 6  | 33, 58, 114, 133E, 141, 158, 213, 214, 250, 250B 47, 56 S30 G30 S34 S35 S36 S40 S42 G43 G44 (Budafok megállóhely) |
| ∫  | Városház tér                        | 4  | 33, 58, 114, 133E, 141, 158, 213, 214, 250, 250B 47, 56 S30 G30 S34 S35 S36 S40 S42 G43 G44 (Budafok megállóhely) |
| 14 | Savoyai Jenő tér                    | 3  | 33, 58, 114, 133E, 141, 158, 213, 214, 250, 250B 47, 56 |
| 15 | Leányka utcai lakótelep             | 2  | 33, 58, 114, 133E, 141, 158, 213, 214, 250 47, 56 |
| 19 | Savoya Park végállomás              | 0  | 33, 141, 158, 250 17, 48 |